# Kanton Vire Normandie
Vire Normandie ( voorheen Vire ) is een kanton van het Franse departement Calvados. Het kanton maakt deel uit van het arrondissement Vire.

## Geschiedenis
Door het decreet van 17 februari 2014 werd het kanton Saint-Sever-Calvados op 22 maart 2015 opgeheven en werden de gemeenten opgenomen in het kanton Vire. Het aantal gemeenten in het kanton nam daardoor toe van 8 tot 26.
Op 1 januari 2016 fuseerden de gemeenten die voor 22 maart het kanton Vire vormden tot de huidige gemeente Vire Normandie waardoor het aantal gemeenten in het kanton afnam van 26 tot 19. De hoofdplaats Vire was betrokken bij deze fusie, waarmee de hoofdplaats van het kanton veranderde, maar de naam van het kanton werd toen niet aangepast.
Op 1 januari 2017 fuseerden 10 van de 18 gemeenten van het voormalige kanton Saint-Sever-Calvados tot de commune nouvelle Noues de Sienne waardoor het aantal gemeenten in het kanton verder afnam van 19 naar 10.
Op 1 januari 2018 werd de gemeente Pont-Farcy opgeheven, naar het aangrenzende departement Manche overgeheveld en opgenomen in commune nouvelle Tessy-Bocage. Sindsdien omvat het kanton nog slechts 9 gemeenten.
Bij decreet van 24 februari 2021 werd de naam van het kanton alsnog aangepast aan de naam van de hoofdplaats.

## Gemeenten
Het kanton Vire Normandie omvat de volgende gemeenten:
- Beaumesnil
- Campagnolles
- Landelles-et-Coupigny
- Le Mesnil-Robert
- Noues de Sienne
- Pont-Bellanger
- Saint-Aubin-des-Bois
- Sainte-Marie-Outre-l'Eau
- Vire Normandie